# David I. Skotský
David I. (1085 – 24. květen 1153) byl v letech 1113 až 1124 princem Cumbrie a v letech 1124 až 1153 král Skotska (Alby). Jako nejmladší syn Malcolma III. a jeho ženy Markéty strávil větší část mládí ve Skotsku, ale roku 1093 byl nucen odjet na přechodnou dobu do Anglie. Tam byl ovlivněn normanskou a anglo-francouzskou kulturou.
Po smrti svého bratra Alexandra roku 1124 se, s podporou anglického krále Jindřicha I., rozhodl uplatnit svůj nárok na skotský trůn. Byl nucen bojovat s Alexandrovým synem Malcolmem, který si také činil nárok na skotskou korunu. Tato válka trvala asi deset let. Po smrti svého patrona Jindřicha podporoval nárok jeho dcery Matyldy proti Štěpánovi na anglický trůn. V konfliktu se Štěpánem i přes porážku v bitvě u Standardu roku 1138 byl schopen rozšířit svou vládu na oblast severní Anglie.
V období jeho vlády došlo ve Skotsku k mnoha reformám. Nechal postavit mnohá nová města, zaváděl do praxe změny inspirované papežem Řehořem VII., zakládal kláštery, reorganizoval správu země po vzoru Normanů a podporoval feudalismus, který přinášeli anglo-francouzští rytíři.

## Mládí
Narodil se někdy mezi lety 1083 až 1085 jako syn skotského krále Malcolma III. a jeho ženy Markéty. Roku 1093 jeho otec a jeho bratr Eduard padli při vojenském tažení do Northumbrie. Krátce nato zemřela i jeho matka a vlády v zemi se ujal jeho strýc Donald. Ten nařídil, aby David i jeho bratři odešli do Anglie.
Anglický král Vilém II. nesouhlasil s tím, že se skotským králem stal Donald a vyslal do Skotska vojsko vedené Malcolmovým nejstarším synem Duncanem. Ten byl v průběhu jednoho roku zabit a tak Vilém vyslal do Skotska další vojsko vedené dalším Malcolmovým synem Edgarem. Ten byl úspěšnější a byl roku 1097 korunován. V té době byl David u anglického dvora a po Vilémové smrti se stal součástí anglického dvora.

## Princ cumbrijský
Jeho bratr, skotský král Edgar, navštívil Jindřichův dvůr roku 1099 a přislíbil Davidovi velká území na jih od řeky Forth. Po jeho smrti roku 1107 jeho nástupce Alexandr dodržel Edgarův slib a David se ujal vlády nad přislíbeným územím v Cumbrii. Po Jindřichově návratu z Normandie roku 1107 uplatnil David nárok i na území v jižní části Skotska.
Zdá se, že David byl ve svých požadavcích agresivní, Alexandr ho uznal za svého nástupce, což vyvolalo jistý odpor mezi Skoty a Davidovi byl udělen titul princ Cumbrijský. Roku 1113 Jindřich I. svolil s jeho sňatkem s Matildou, hraběnkou z Huntingdonu, a David tak obdržel titul hraběte.

## Boje o skotský trůn
Po Alexandrově smrti roku 1124 uplatňoval nárok na otcův trůn jeho syn Malcolm. Podařilo se mu vyhrát s Davidovým vojskem dvě bitvy, ale protože David disponoval většími prostředky, nakonec ho porazil a přinutil uniknout na sever země. V dubnu nebo květnu byl David ve Scone korunován skotským králem. Jeho faktický vliv byl ale omezen na jižní Skotsko.
Roku 1130 se David vrátil na Jindřichův dvůr, čehož využil Malcolm, spojil se správcem Mormaeru a vypuklo povstání. Davidovo vojsko, vedené jeho velitelem Eduardem, se střetlo se vzbouřenci v bitvě u Stracathro. Podle Ulsterské kroniky v ní bylo zabito 1000 Eduardových mužů a 4000 vojáků správce Mormaeru, včetně jeho samotného. Malcolmovi se podařilo uniknout a následovaly čtyři roky občanské války. Vítězství se přiklonilo na stranu Davida, který získal velkou vojenskou podporu od krále Jindřicha. Malcolm byl roku 1134 zajat, ale historické prameny o něm neuvádějí žádné další informace.

## Vztahy s Anglií
Davidovy vztahy s Anglií se obvykle interpretují dvěma způsoby.
Z jednoho pohledu jsou jeho aktivity popisovány ve vztahu k dobrým stykům s anglickým králem. Jeho kariéra byla silně ovlivněna podporou anglického krále Jindřicha I. Jeho nepřátelství vůči Štěpánovi je interpretováno jako podpora Jindřichova odkazu a podpora nástupnictví jeho dcery Matyldy. David bojoval v jejím zájmu, připojil se k ní, když se vrátila do Anglie a později povýšil na rytíře jejího syna Jindřicha.
Na druhé straně byl David králem, který chtěl dosáhnout velké nezávislosti, vybudovat skotsko-northumbrijské království a ovládnout velkou část severní Anglie. Z tohoto pohledu je Matylda vnímána jen jako záminka pro zábor dalšího území. Zdá se, že oba přístupy se v Davidově jednání uplatnily z určité části.

## Skotská církev
David měl velký vliv na změnu církve ve Skotsku, když započal její dělení na diecéze a umožnil zapojení Normanů do její hierarchie. Bránil také její nezávislost proti snahám anglické církve o její ovládnutí.
Farní systém ve Skotsku již existoval z předchozího období a David tak nebyl jeho tvůrcem. Jeho role se projevila v tom, že systém uspořádání skotské církve více přizpůsobil systémům v Anglii a Francii. Jedním z prvních problémů, který musel řešit, byla snaha prosadit podřízenost skotských diecézí arcibiskupům v Yorku a Canterbury. Prosadil, aby diecéze v St Andrews fakticky fungovala jako arcibiskupství.

## Pozdní období
Největší ranou pro jeho plány byla smrt jeho jediného syna Jindřicha, hraběte z Northumbrie, 12. července 1152. David se rozhodl jmenovat nástupce na skotském trůnu svého vnuka Malcolma a následníkem hraběte z Northumbrie se měl stát jeho mladší vnuk Vilém. Donnchad, nejstarší mezi vlivnými skotskými šlechtici a správce Fife byl jmenován regentem jedenáctiletého Malcolma.
Davidovo zdraví se na jaře 1153 začalo zhoršovat a 24. května 1153 zemřel.